# Vendetta Red
Vendetta Red est un groupe de rock alternatif américain, originaire de Seattle, dans l'État de Washington. Formé en 1998, le groupe publie un EP, 6 Kisses, A Blatant Reminder of Why We Are Alive, en 1999 et deux albums, Blackout Analysis en 2000, et White Knuckled Substance en 2001, avant de signer chez la major Epic Records.
Le premier album chez Epic, Between the Never and the Now, atteint la première place des Billboard Top Heatseekers et la 101e  place du Billboard 200 en 2003 et le single Shatterday atteint la 16e place du Billboard

## Discographie

### Albums studio
- 2000 : Blackout Analysis
- 2001 : White Knuckled Substance
- 2003 : Between the Never and the Now
- 2005 : Sisters of the Red Death

### EP
- 1999 : 6 Kisses, A Blatant Reminder of Why We Are Alive
- 2002 : Cut Your Noose
- 2003 : Shatterday
- 2013 : Scripture
- 2013 : Light Year Anniversary

## Membres

### Membres actuels
- Zach Davidson – chant, guitare, piano, orgue, tambourine, glockenspeil, percussions (depuis 1998)
- Leif Andersen – guitare solo, lap steel, mandoline, violon, claviers, programmation, synthétiseurs, chœurs (depuis 2005)
- Jonah Bergman - basse (depuis 2010)
- Burke Thomas – batterie, percussions (depuis 2000)

### Anciens membres
- Eric Chapman – guitare (1998–2004)
- Justin Cronk – guitare (2000–2006)
- Michael Vermillion – basse (2000–2005)
- Joseph Childres – batterie, percussions, claviers (1998–2004)
- Jeff Rouse – basse (2005–2006)